# Golec (Góry Sowie)

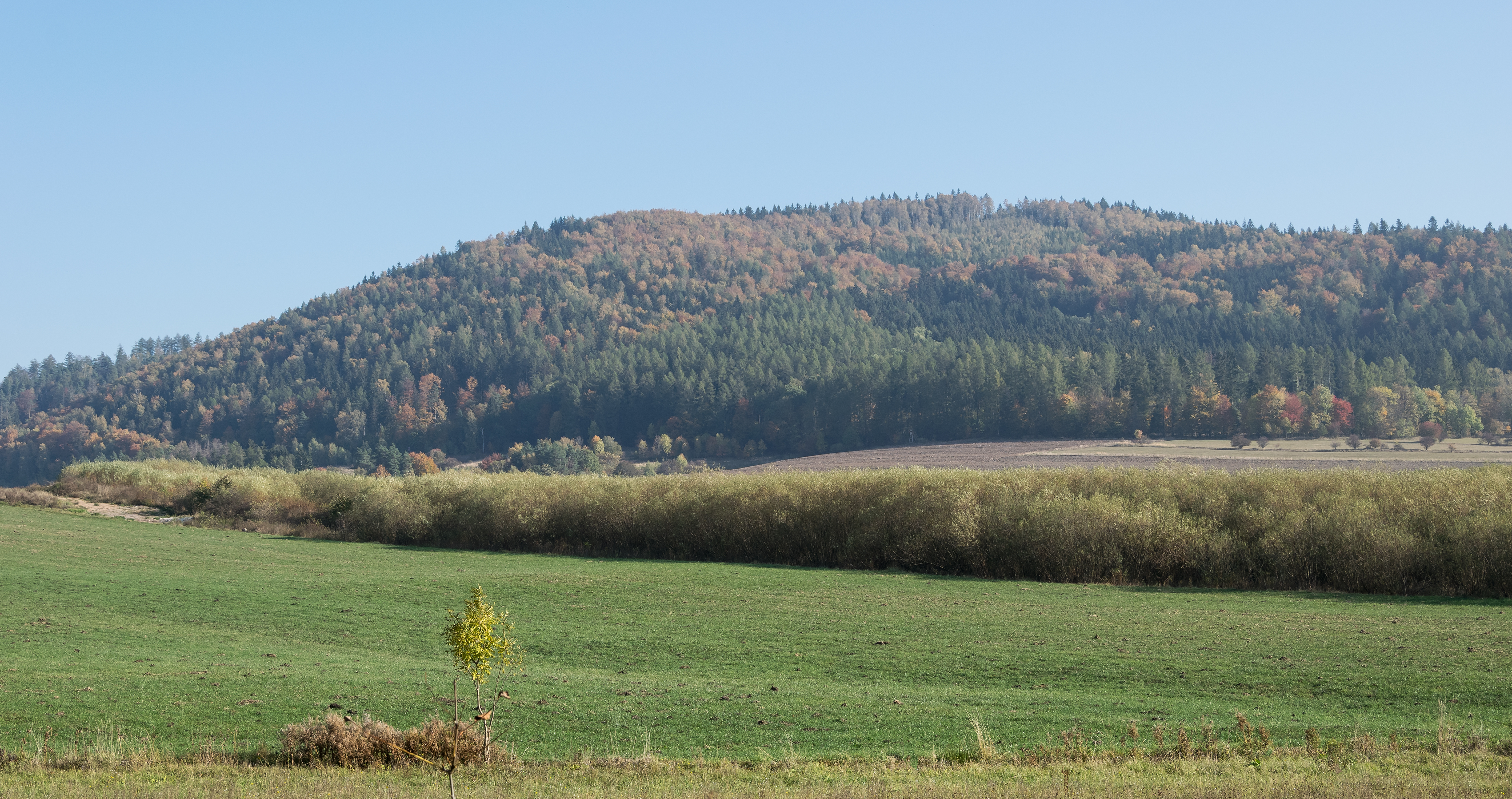
Golec (po lewej) i Garbiec (po prawej), widok od południowego zachodu

 Golec  (niem.  Eisen Koppe ), 741 m n.p.m. – wzniesienie w południowo-zachodniej Polsce, w Sudetach Środkowych, w południowo-wschodniej części Gór Sowich.

## Położenie i opis
Wzniesienie położone na obszarze Chronionionego Obszaru Krajobrazu Gór Sowich i Bardzkich w południowo-wschodniej części Gór Sowich, na południowo-wschodniej ich krawędzi, około 1,2 km na północny wschód od centrum Przygórza.
Kopulaste wzniesienie o zróżnicowanej rzeźbie i ukształtowaniu oraz dość stromych zboczach: zachodnich i wschodnich oraz łagodniejszych południowych, z wyrazistą stożkowato zakończona częścią szczytową. Wznosi się w końcowym odcinku bocznego grzbietu, który odchodzi od Szerokiej położonej w grzbietu głównym w kierunku południowo-zachodnim przez wzniesienia: Garncarz, Garbiec. Od wzniesienia Garbiec, położonego po północnej stronie oddzielone jest płytko wciętym siodłem.
Wzniesienie wyraźnie wydzielają wykształcone doliny górskich potoków. Wschodnie zbocze wzniesienia stromo opada do potoku Woliborka. Wzniesienie zbudowane z prekambryjskich gnejsów i migmatytów. Zbocza wzniesienia pokrywa niewielka warstwa młodszych osadów z okresu zlodowaceń plejstoceńskich. Cała powierzchnia wzniesienia łącznie z partią szczytową porośnięta jest lasem świerkowo bukowym regla dolnego. Na południowo-wschodnim stoku góry Golec, w strefie dyslokacyjnej na kontakcie gnejsów sowiogórskich z karbonem produktywnym zagłębia noworudzkiego występuje mineralizacja barytowa. Żyła barytowa o zmiennej miąższości zalega na kontakcie soczewy serpentynitu i dolomitów ankerytonośnych. Baryt jest żółtawy, często zabarwiony wodorotlenkami żelaza i manganu. Zboczami wzniesienie poniżej szczytu prowadzą drogi leśne. U podnóża wzniesienia, po północno - zachodniej stronie położona jest miejscowość Przygórze. Położenie wzniesienia, kształt oraz stożkowy szczyt czynią wzniesienie rozpoznawalnym w terenie.

## Inne
- Wzniesienie w przeszłości nosiło nazwę: Eisenkoppe, Eisen Koppe[1].

## Ciekawostki
- Z południowo-wschodniego zbocza wzniesienia po biegu żyły barytu w przeszłości prowadzona była sztolnia na długości 26 m. Sztolnia została zlikwidowana na początku XX w.[3]